# Leone Ginzburg
Leone Ginzburg (Odessa, Imperi Rus, 4 d'abril de 1909 – Roma, Itàlia, 5 de gener de 1944) fou un editor, autor, periodista i professor universitari italià d'origen jueu rus, més conegut per la seva activitat política antifeixista, i considerat un heroi de la Resistència durant la Segona Guerra Mundial. Estigué casat amb la famosa escriptora Natalia Ginzburg; el seu fill és l'historiador Carlo Ginzburg. El seu nom rus originari era Leon Ginzburg (Леон Гинзбург).

## Joventut
Ginzburg va néixer a Odessa (aleshores part de Rússia) en una família jueva amb la qual s'instal·là primerament a Berlín i més endavant a Torí. Va estudiar al liceo Massimo d'Azeglio a la darrera ciutat. En aquesta escola s'educaren un bon nombre d'intel·lectualistes i activistes polítiques contraris a la política feixista de Benito Mussolini i finalment ajudaren a fundar la Itàlia democràtica de la postguerra. Entre els seus companys figuren Norberto Bobbio, Piero Gobetti, Cesare Pavese, Giulio Einaudi, Massimo Mila, Vittorio Foa, Giancarlo Pajetta i Felice Balbo.
A començaments de la dècada del 1930, Ginzburg fou professor de llengües eslaves i literatura russa a la Universitat de Torí i es considera que el seu paper fou clau en presentar els autors russos al públic italià. El 1933 Ginzburg va fundar juntament amb Giulio Einaudi l'editorial Einaudi. El 1934 li va ser denegada la seva feina de professor universitari, ja que no va voler jurar lleialtat al règim feixista.

## Persecució política
Juntament amb 14 jueus torinesos, entre els quals hi havia Sion Segre Amatar, Ginzburg fou arrestat per l'anomenat "Afer Ponte Tresa": tots ells importaven literatura antifeixista a la frontera amb Suïssa. La sentència de Ginzburg fou lleu. El 1935, però, va ser novament arrestat juntament amb Carlo Levi pel seu lideratge del grup de resistència italià de Giustizia e Libertà, que Carlo Rosselli havia fundat a París el 1929.
L'any 1938 es va casar amb Natalia Ginzburg. El mateix any va perdre la ciutadania italiana quan el règim feixista va decidir implantar lleis racials antisemites (Manifesto della Razza). L'any 1940 el matrimoni Ginzburg va ser castigat pel govern feixista amb el que es coneixia per confino o exili interior a un poble remot i pobre de la regió dels Abruços, Pizzoli, on varen romandre fins al 1943.
De totes maneres, Leone va ser capaç de continuar la seva tasca com a cap d'Einaudi durant aquesta època. El 1942 va fundar clandestinament el Partito d'Azione (el Partit d'Acció), mentre que publicava L'Italia Libera, un diari de la resistència.
El 1943, després de la invasió aliada de Sicília i la caiguda de Mussolini, Leone va anar cap a Roma deixant la seva família als Abruços.

## Tortura i mort
Quan l'Alemanya nazi va envair Itàlia el setembre, la seva esposa Natalia Ginzburg i els seus fills fugiren de Pizzoli, pujant a un camió alemany i al·legant que eren refugiats de guerra que havien perdut els documents oficials. Es reuniren amb Leone i s'ocultaren a la capital.
El 20 de novembre de 1943, Leone (que utilitzava el pseudònim de Leonida Gianturco) va ser arrestat per la policia italiana en una impremta clandestina del diari L'Italia Libera. Fou portat a la secció alemanya de la presó Regina Coeli, on va ser greument torturat. El 5 de febrer de 1944 va morir per les ferides que havia rebut, a l'edat de 34 anys.